# Вильк, Герман
Герман Вильк (нем. Hermann Wilck; 28 октября 1885 — 10 июня 1967) — германский военачальник, генерал-лейтенант (1941), участник Первой и Второй мировых войн. 

## Биография
Поступил на военную службу в 3-й Тюрингский пехотный полк № 71 в 1904 году, с 1905 года — лейтенант, с 1912 года — обер-лейтенант.
В годы Первой мировой войны 28 ноября 1914 года произведен в капитаны. С декабря 1914 года служил командиром пулемётной роты, с октября 1915 года — командир батальона, с 21 октября 1918 года заместитель командира 2-го гвардейского гренадерского полка.
После поражения — в рейхсвере. С 1923 года — майор, с 1929 года — подполковник, с 1931 года — полковник. 31 января 1932 года вышел в отставку.
С 1 сентября 1932 года — военный советник в пехотной школе в Китае.
При проведении мобилизации в Германии накануне Второй мировой войны возвращён в армию, 27 августа 1939 года получил звание генерал-майор. 10 сентября 1939 года назначен командующим 581-м районом тыла армии, с 25 октября 1939 года — командир 270-го стрелкового полка, 1 декабря 1939 года назначен командиром 161-й пехотной дивизии в Восточной Пруссии. Участвовал во Французской кампании (1940), в войне против СССР (1941) участвовал в Белостокско-Минском и Смоленском сражениях.
17 сентября 1941 года переведен в резерв фюрера, 29 сентября назначен командиром 454-й дивизии (охраны тыла), 1 октября 1941 года получил звание генерал-лейтенанта, но уже 9 декабря 1941 года вновь переведен в резерв.
1 марта 1942 года назначен командиром 708-й пехотной дивизии во Франции (район Бордо), 31 декабря 1944 года окончательно уволен с военной службы.